# Mitrella (Annonaceae)
Mitrella là một chi thực vật trong họ Na (Annonaceae).

## Từ nguyên
Là dạng thu nhỏ của mitra nghĩa là mũ, mũ tế.

## Phân bố
Các loài trong chi này có tại Borneo, Java, bán đảo Mã Lai, New Guinea, Lãnh thổ Bắc Úc. Các loài có ở Việt Nam trước đây từng được xếp trong chi này thì hiện tại được chuyển sang chi Sphaerocoryne.

## Các loài
Chi Mitrella có các loài sau:
- Mitrella beccarii (Scheff.) Diels, 1912: Indonesia (trên đảo New Guinea).
- Mitrella clementis (Merr.) I.M.Turner, 2009: Trên đảo Borneo, bao gồm Brunei, Indonesia, Malaysia.
- Mitrella dielsii J.Sinclair, 1956: Trên đảo Borneo, bao gồm Brunei, Malaysia.
- Mitrella kentii (Blume) Miq., 1865: Malaysia, Singapore, Brunei, Indonesia.
- Mitrella ledermannii Diels, 1915: Papua New Guinea.
- Mitrella schlechteri Diels, 1912: Papua New Guinea.
- Mitrella silvatica Diels, 1915: Papua New Guinea.
- Mitrella tiwiensis Jessup & Bygrave, 2007: Australia.

## Chuyển đi
- Mitrella aberrans = Sphaerocoryne affinis.[2]
- Mitrella mesnyi = Sphaerocoryne affinis:[2] Vú bò, cơm nguội, rumdul. Đây là loài được Campuchia coi là quốc hoa[4].
- Mitrella touranensis = Sphaerocoryne touranensis:[2] Vú bò Đà Nẵng.

## Lưu ý
Phân loại của các chi Melodorum, Sphaerocoryne và Mitrella vẫn khá mơ hồ và sự tiếp tục sửa đổi là cần thiết.